# Fernand Point
Fernand Point (Louhans, 25 de febrero de 1897-Vienne, 4 de marzo de 1955) fue un cocinero y empresario francés, considerado como uno de los padres de la nouvelle cuisine. 

## Biografía
Vivió desde niño en el ámbito culinario: su padre, Auguste Point, regentaba el Hôtel-Buffet de la gare de Louhans. Tras aprender el oficio con su padre, viajó a París, donde entró a trabajar en el Bristol, al que siguieron el Restaurant Foyot y el Royal, este último en Évian-les-Bains.
En 1923 compró el restaurante Guieu en Vienne, que reconvirtió en La Pyramide, donde desarrolló su labor hasta su fallecimiento. En 1930, se casó con Marie-Louise Paulin, que trabajó como recepcionista del restaurante, cargo que desempeñó con notable eficiencia. Entre ambos consiguieron llevar al restaurante a las más altas cotas de excelencia.
La cocina de Point se basó en la importancia otorgada a las salsas y al uso de la mantequilla, con recetas aparentemente simples pero de gran complejidad y una búsqueda de la pureza y el equilibrio. También concedió gran importancia a la decoración, la vajilla y demás aspectos secundarios de la restauración.
En 1933 fue el primer cocinero en conseguir tres estrellas de la Guía Michelin. Point fue uno de los primeros restauradores franceses en adquirir la celebridad. El crítico Curnonsky lo calificó como el «Racine de los fogones».
Entre sus discípulos se encuentran Paul Bocuse, los hermanos Troisgros y Alain Chapel.

## Distinciones
- Caballero de la Legión de Honor (1948)
- Caballero de la Orden del Mérito Agrícola (1937)